# Panamá nos Jogos Olímpicos de Verão de 2024
Panamá participou dos Jogos Olímpicos de Verão de 2024, realizados em Paris, na França. Foi a 19.ª aparição do país nos Jogos Olímpicos desde a estreia em Amsterdã 1928, sendo representado por oito atletas que competiram em seis esportes.
Conquistou uma única medalha, de prata, com Atheyna Bylon na categoria até 75 kg feminino do boxe.

## Medalhas
| Atleta        | Esporte | Evento             | Medalha |
| ------------- | ------- | ------------------ | ------- |
| Atheyna Bylon | Boxe    | Até 75 kg feminino | Prata   |

## Competidores
Esta foi a participação por modalidade nesta edição:
| Esporte   | Masculino | Feminino | Total |
| --------- | --------- | -------- | ----- |
| Atletismo | 1         | 1        | 2     |
| Boxe      | 0         | 1        | 1     |
| Ciclismo  | 1         | 0        | 1     |
| Ginástica | 0         | 1        | 1     |
| Judô      | 0         | 1        | 1     |
| Natação   | 1         | 1        | 2     |
| Total     | 3         | 5        | 8     |

## Desempenho

### Atletismo
- Q = Qualificado para a próxima fase
- q = Qualificado para a próxima fase como o perdedor mais rápido ou, em eventos de campo, pela posição sem atingir o alvo para qualificação
- N/A = Fase não aplicável para o evento
- Bye = Atleta não precisou disputar aquela fase

Masculino
Eventos de pista
| Atleta         | Evento | Preliminar | Preliminar | Baterias | Baterias | Repescagem | Repescagem | Semifinal   | Semifinal   | Final       | Final       | Ref.  |
| Atleta         | Evento | Tempo      | Pos.       | Tempo    | Pos.     | Tempo      | Pos.       | Tempo       | Pos.        | Tempo       | Pos.        | Ref.  |
| -------------- | ------ | ---------- | ---------- | -------- | -------- | ---------- | ---------- | ----------- | ----------- | ----------- | ----------- | ----- |
| Arturo Deliser | 100 m  | 10.34      | 1 Q        | 10.35    | 7        | N/A        | N/A        | Não avançou | Não avançou | Não avançou | Não avançou | [ 5 ] |

Feminino
Eventos de pista
| Atleta          | Evento              | Preliminar | Preliminar | Baterias | Baterias | Repescagem | Repescagem | Semifinal   | Semifinal   | Final       | Final       | Ref.  |
| Atleta          | Evento              | Tempo      | Pos.       | Tempo    | Pos.     | Tempo      | Pos.       | Tempo       | Pos.        | Tempo       | Pos.        | Ref.  |
| --------------- | ------------------- | ---------- | ---------- | -------- | -------- | ---------- | ---------- | ----------- | ----------- | ----------- | ----------- | ----- |
| Gianna Woodruff | 400 m com barreiras | N/A        | N/A        | 54.93    | 7        | 55.10      | 3          | Não avançou | Não avançou | Não avançou | Não avançou | [ 6 ] |

### Boxe
Feminino
| Atleta        | Evento    | Oitavas              | Quartas              | Semifinais           | Final / DB           | Final / DB       | Ref.  |
| Atleta        | Evento    | Adversário Resultado | Adversário Resultado | Adversário Resultado | Adversário Resultado | Pos.             | Ref.  |
| ------------- | --------- | -------------------- | -------------------- | -------------------- | -------------------- | ---------------- | ----- |
| Atheyna Bylon | Até 75 kg | KAZ V Khalzova V 4–1 | POL E Wójcik V 3–2   | EOR C Ngamba V 4–1   | CHN Li Q D 1–4       | Medalha de prata | [ 7 ] |

### Ciclismo

#### Estrada
Masculino
| Atleta             | Evento             | Tempo   | Pos. | Ref.  |
| ------------------ | ------------------ | ------- | ---- | ----- |
| Franklin Archibold | Corrida em estrada | 6:39:27 | 67   | [ 8 ] |

### Ginástica

#### Artística
Feminino
| Atleta        | Evento           | Qualificação | Qualificação | Qualificação | Qualificação | Qualificação | Qualificação | Final       | Final       | Final       | Final       | Final       | Final       | Ref.  |
| Atleta        | Evento           | Aparelho     | Aparelho     | Aparelho     | Aparelho     | Total        | Pos.         | Aparelho    | Aparelho    | Aparelho    | Aparelho    | Total       | Pos.        | Ref.  |
| Atleta        | Evento           | V            | UB           | BB           | F            | Total        | Pos.         | V           | UB          | BB          | F           | Total       | Pos.        | Ref.  |
| ------------- | ---------------- | ------------ | ------------ | ------------ | ------------ | ------------ | ------------ | ----------- | ----------- | ----------- | ----------- | ----------- | ----------- | ----- |
| Hillary Heron | Individual geral | 13.650       | 11.766       | 12.166       | 13.033       | 50.765       | 44           | Não avançou | Não avançou | Não avançou | Não avançou | Não avançou | Não avançou | [ 9 ] |

### Judô
Feminino
| Atleta           | Evento    | Primeira fase        | Oitavas               | Quartas              | Semifinais           | Repescagem           | Final / DB           | Final / DB | Ref.   |
| Atleta           | Evento    | Adversário Resultado | Adversário Resultado  | Adversário Resultado | Adversário Resultado | Adversário Resultado | Adversário Resultado | Pos.       | Ref.   |
| ---------------- | --------- | -------------------- | --------------------- | -------------------- | -------------------- | -------------------- | -------------------- | ---------- | ------ |
| Kristine Jiménez | Até 57 kg | EOR M Dahouk V 10–00 | CAN C Deguchi D 00–10 | Não avançou          | Não avançou          | Não avançou          | Não avançou          | =9         | [ 10 ] |

### Natação
Masculino
| Atleta             | Evento      | Eliminatórias | Eliminatórias | Semifinal   | Semifinal   | Final       | Final       | Ref.   |
| Atleta             | Evento      | Tempo         | Pos.          | Tempo       | Pos.        | Tempo       | Pos.        | Ref.   |
| ------------------ | ----------- | ------------- | ------------- | ----------- | ----------- | ----------- | ----------- | ------ |
| Tyler Christianson | 200 m peito | 2:15.62       | 22            | Não avançou | Não avançou | Não avançou | Não avançou | [ 11 ] |

Feminino
| Atleta       | Evento      | Eliminatórias | Eliminatórias | Semifinal   | Semifinal   | Final       | Final       | Ref.   |
| Atleta       | Evento      | Tempo         | Pos.          | Tempo       | Pos.        | Tempo       | Pos.        | Ref.   |
| ------------ | ----------- | ------------- | ------------- | ----------- | ----------- | ----------- | ----------- | ------ |
| Emily Santos | 100 m peito | 1:09.94       | 30            | Não avançou | Não avançou | Não avançou | Não avançou | [ 12 ] |